# Азартні ігри в Албанії
Гра́льний бі́знес в Албанії — частина економіки Албанії, що є частково легальною і жорстко контролюється державою. Тривалий час азартні ігри було дозволено, але 2008 року їх було практично повністю заборонено до 2020-го, коли відбулося часткове послаблення щодо умов ліцензування казино.

## Історія
Відповідно до Закону про азартні ігри 2008 року (№ 10 033/2008), жителям Албанії було дозволено брати участь у бінго, ставках на перегони та на спорт, грати в казино, онлайн-казино та брати участь у лотереях.
Офіційний регуляторний орган, що відповідає за регулювання даної сфери — Підрозділ моніторингу азартних ігор (GMU), було створено відповідно до того ж закону. Він мав на меті забезпечити дотримання закону та коректної сплати податків.
Основна увага в законі 2008 року приділялася податкам, що стягувались з операторів казино. Згодом закон було змінено, оператори мали платити 15 % з обороту на місяць та 3 % за річний оборот, з 2019 року податок складав 15 % від усіх виграшів.
2018 року уряд прийняв закон, згдіно якого з 2019 року було заборонено практично будь-які види азартних ігор в країні. Під заборону потрапили, зокрема, спортивні ставки та ставки в інтернеті. Така заборона пояснювалась спробами подолати високий рівень залежності серед гравців та участь спортивниї клубів у домовлених матчах. Закон було прийнято завдяки коаліції Соціалістичної партії під керівництвом прем'єр-міністра Еді Рами.
При цьому заборона не торкнулась казино, що продовжили працювати у великих готелях, телевізійні ігри бінго та національна лотерея, оскільки вони мають постійний дозвіл на подібну діяльність. Щорічний оборот індустрії ставок Албанії оцінюють у 700 млн євро.
Раніше в Тирані працювало 50 казино, але станом на початок 2019 року залишилось лише одне (в готелі, що належить компанії Apex-al, яка згодом змінила назву на Adria Entertainment). 1 січня 2019 року рішенням уряду було закрито понад 4 тис. точок з прийому ставок, 8 тис. працівників галузі було звільнено, втрати бюджету від заборону було оцінено в 51 млн $ щороку. За багато років Албанія видала лише кілька ліцензій для операторів спортивних ставок. Згодом цей процес повністю зупинився. Прем'єр-міністр Еді Рама заявив тоді про створення робочої групи, що мала блокувати зарубіжні сайти з будь-якими формами азартних ігор.
Восени 2020 року уряд Албанії прийняв два укази, що доповнили закон про азартні ігри 2008 року й дозволили розширення мережі наземних казино. Згідно указу, власники казино щороку виплачуватимуть 1 млрд албанських лек за кожен ігровий зал (~9,5 млн $). Ліцензійні виплати повинні сплачуватися державі протягом всього терміну дії ліцензії. Компанії-організатори азартних ігор повинні також мати статутний капітал у 1,2 млрд лек (~11 млн $), щоб брати участь в державних тендерах на видачу ліцензій. Самі ліцензії було заплановано видавати згодом. Серед іншого, при отриманні ліцензій компанії зобов'язані вказувати структуру власності й джерела прибутку. Незважаючи на заборону, 42 зі 100 найпопулярніших онлайн-казино залишались доступними для користувачів з Албанії.
В жовтні 2020 Управління з нагляду за азартними іграми Албанії почало на конкурсній основі видачу ліцензій для легальної роботи наземних казино. Згідно розпорядження уряду, казино було дозволено розміщувати лише в певних місцях уісцях в Тирани міста, включаючи площу Скандербега та ще кілька районів з елітною нерухомістю.